# دافيدو
ديفيد أديجي أديليك (من مواليد 21 نوفمبر 1992)، المعروف باسم دافيدو (بالإنجليزية: Davido) هو مغني، كاتب أغاني، ومنتج تسجيلات نيجيري أمريكي المولد. يمزج دافيدو بين العناصر الأفريقية التقليدية والبوب العالمي السائد.
فاز دافيدو بجائزة نيكس رايتنغ (Next Rating) في عام 2012 في ذا هيديز (The Headies) بعد إطلاقه «دامي دورو»، ثاني أغنية من ألبومه الأول أومو بابا أولو (2012). بين عامي 2013 و 2015، أصدر أيضًا عددًا من الأغاني الفردية وفي يناير 2016 وقع صفقة قياسية مع سوني ميوزك. ثم أسس شركة التسجيلات دافيدو ميوزك العالمية (Davido Music Worldwide (DMW))، والتي تم توقيع أعمال دريمو، مايوركن، بيروزي، وليا. في يوليو 2016، وقع دافيدو صفقة قياسية مع سوني آر سي اي. في أكتوبر 2016، أصدر الألبوم EP سون أوف مِرسي المكون من 5 مسارات، والتي تم دعمها من قبل الأغنية الفردية «غباغبي أوشي»، «هاو لونج»، «كولست كيد إن أفريكا». في أبريل 2017، أعاد دافيدو التفاوض بشأن عقده مع شركة سوني بسبب مشكلات التحكم الإبداعي، وفي وقت لاحق من ذلك العام أصدر خمس أغنيات منفردة بما في ذلك «إف» و «فال». ولدت أغنية «إف» نشاطًا عالميًا على وسائل التواصل الاجتماعي بينما أصبحت أغنية «فال» أطول أغنية بوب نيجيرية من حيث البقاء داخل ترتيب بيلبورد في تاريخه. اشتهر دافيدو باسم «ملك الأفروبيتس في العصر الحديث».
أصدر دافيدو، ألبومه الاستوديو الثاني أي غود تايم في نوفمبر 2019، بدعم من الأغاني الفردية بما في ذلك «بلو ماي مايند» الذي يضم المغني الأمريكي الشهير كريس براون. تم الاستشهاد بـ دافيدو كواحد من أفضل 100 أفريقي نفوذاً من قبل مجلة نيو أفريكان في عام 2019. أصدر ألبومه الاستوديو الثالث أي بيتر تايم، يوم الجمعة 13 نوفمبر 2020. اعتبارًا من أغسطس 2021، احتل دافيدو المرتبة الثانية من حيث عدد المتابعين الأفريقيين على تطبيق التواصل الاجتماعي إنستغرام.

## حياة مبكرة

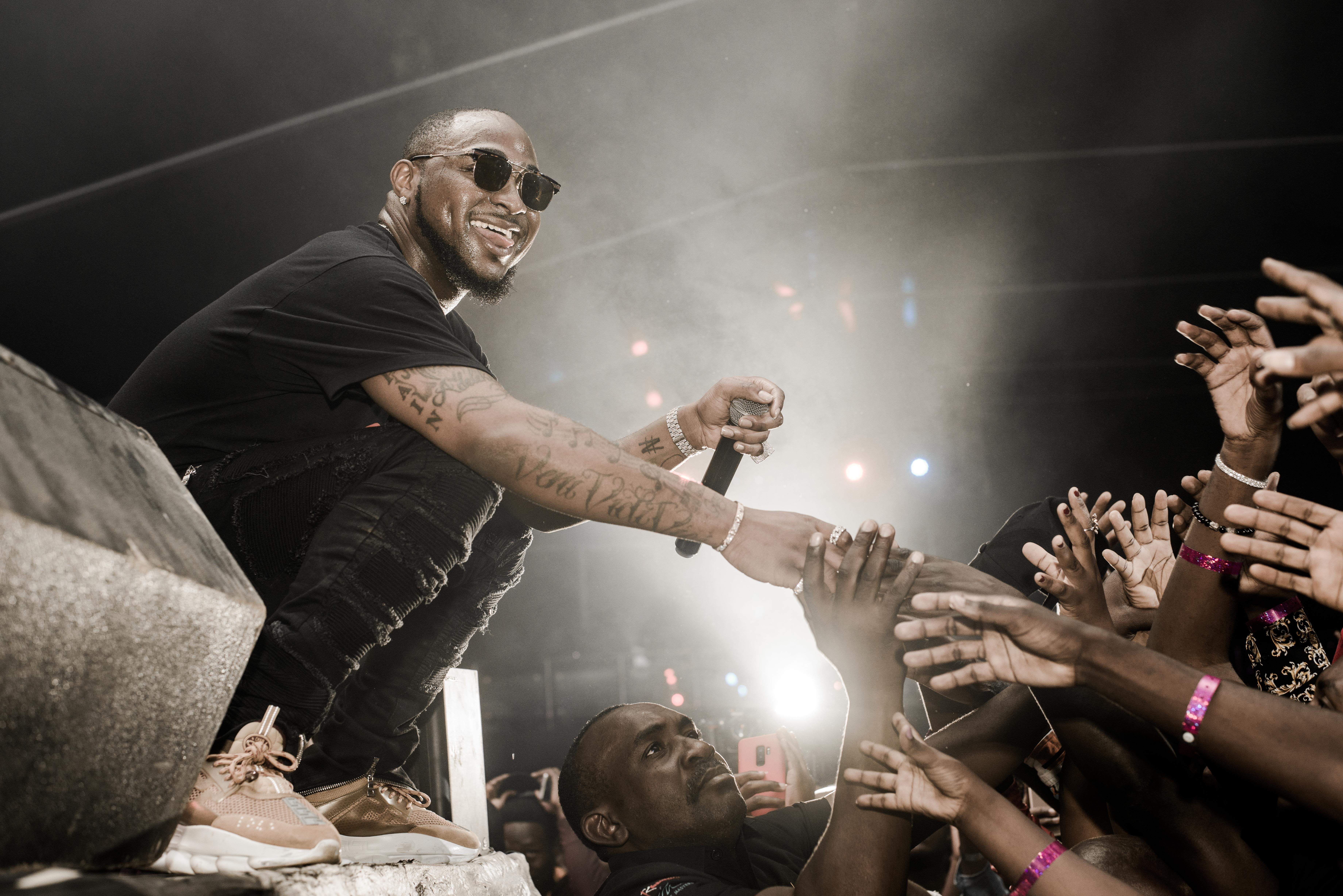
دافيدو يتفاعل مع المعجبين

ولد ديفيد أديجي أديليك في 21 نوفمبر 1992 في أتلانتا، جورجيا. والده أديجي أديليك ‏ هو رجل أعمال وكانت والدته فيرو أديليك محاضرة جامعية. دافيدو هو الأصغر بين خمسة أشقاء وابن ثاني لأبيه. التحق بالمدرسة البريطانية الدولية في لاغوس، نيجيريا، وفي سن السادسة عشرة، عاد إلى الولايات المتحدة لدراسة إدارة الأعمال في جامعة أوكوود في ألاباما.
اشترى دافيدو معدات موسيقية أثناء وجوده في أوكوود وبدأ في صنع الإيقاعات. كما عمل مع أبناء عمومته بي-رِد وسينا رامبو لتشكيل فرقة الموسيقى كي بي إنترناشيونال (KB International). ترك دافيدو جامعة أوكوود لمتابعة الموسيقى بدوام كامل وانتقل إلى لندن، حيث عمل على غناءه. بعد عودته إلى نيجيريا في عام 2011، أوقف دافيدو مسيرته الموسيقية مؤقتًا ووافق على تكريم والده بالتسجيل في جامعة بابكوك. في يوليو 2015، تخرج من بابكوك بشهادة في الموسيقى بعد أن دفع والده للجامعة لبدء قسم الموسيقى لفصل افتتاحي لطالب واحد.

## حياة شخصية
لدى دافيدو ثلاثة أطفال. ارتبط بـ شيوما، والدة طفله الثالث.

## ديسكغرفيا
ألبومات الاستوديو
- 2012 - أومو بابا أولوو
- 2019 - أي غود تايم
- 2020 - أي بيتر تايم[29]

(أح.م)
- 2016 - سون أوف مِرسي

## جولات
- جولة في أمريكا الشمالية في وقت جيد (2019–2020)